# Pokémon - La Grande Aventure
Pokémon - La Grande Aventure, aussi connue au Japon sous le titre Pocket Monsters Special (ポケットモンスター SPECIAL, Poketto monsutā supesharu) est une série de manga scénarisée par Hidenori Kusaka et dessinée initialement par Mato puis par Satoshi Yamamoto, se déroulant dans le monde de Pokémon. 
La série est prépubliée au Japon par Shōgakukan depuis 1997. La version française a d'abord été partiellement publiée par Glénat Manga de 2000 à 2002 sous le titre Pokémon : La grande aventure !. En septembre 2011, l’éditeur Kurokawa reprend la licence à partir de l’arc 10 avec Pokémon Noir et Blanc et publie depuis juin 2014 l’intégralité de la série.

## Synopsis
Pokémon - La Grande Aventure est divisée en plusieurs arcs équivalents aux différents épisodes du jeu vidéo Pokémon. L'histoire de chaque arc suit la trame narrative globale de chaque jeu qu'il adapte.

### Arc 1: Rouge / Bleu
Le personnage principal, Rouge, est un jeune garçon assez présomptueux sur sa capacité à dresser des Pokémon. Il va cependant ouvrir les yeux après une cuisante défaite contre le légendaire Pokémon Mew. Il va alors rencontrer le professeur Chen qui va lui confier un Bulbizarre. Il voyagera à travers Kanto pour devenir le meilleur dresseur, mais aussi pour remplir la mission qui lui a été confiée. Le professeur lui a en effet demandé de capturer tous les Pokémon afin de compléter le pokédex, une encyclopédie électronique destinée à contenir des informations sur tous les Pokémon. Mais le petit-fils du scientifique, Bleu, essaye lui aussi de compléter un pokédex, et fait donc office de premier rival de Rouge. D’autre part, Rouge doit aussi lutter contre la Team Rocket, une organisation de voleurs de Pokémon utilisant ceux-ci à des fins peu scrupuleuses...

### Arc 2: Jaune
Deux ans après que Rouge a obtenu son titre de Champion de la Ligue Pokémon, il disparaît mystérieusement pour relever un défi donné par un certain Aldo. Un jour, le professeur Chen découvre Pika, le Pikachu de Rouge, blessé, au pied de sa porte. Peu après l'arrivée de Pika, un jeune dresseur nommé Jaune arrive au laboratoire du professeur, et affirme qu'« il » est un ami de Rouge et souhaite partir à sa recherche avec Pika. Même si le professeur Chen est toujours sceptique à propos de Jaune, en particulier sur sa capacité de guérir et à détecter les émotions des Pokémon, il lui confie finalement cette mission ainsi que le Pokédex amélioré de Rouge. Cependant, cet événement est l'élément déclencheur d'un grand secret vu que Jaune est attaqué à plusieurs reprises par des membres du Conseil des Quatre. Lorsque Jaune découvre que la base du Conseil des Quatre est située sur l'Île Sulfur, il se rend là-bas et rencontre Auguste, Bleu, Verte ainsi que Léo "volontairement" venu grâce à Verte et les commandants de la Team Rocket : Morgane, le Major Bob, et Koga. Ils décident de s'associer afin de vaincre le Conseil des Quatre, alors que Rouge puis Giovanni, le chef de la Team Rocket se joignent également à eux...

### Arc 3: Or / Argent / Cristal
Comme la paix est de retour à Kanto, de nouveaux voyages et événements commencent dans une autre région, Johto. Or appréciait sa vie normale avec sa famille de Pokémon, qui ont été avec lui depuis sa naissance, jusqu'à sa rencontre avec un voleur de Pokémon au laboratoire du Professeur Orme. Alors qu'il part à l'aventure à la poursuite du voleur ayant dérobé un Kaiminus, un dénommé Argent, avec le Pokédex du professeur Chen, il se heurte aux complots de l'Homme Masqué, le nouveau chef de la Team Rocket. Dans un même temps, le professeur Chen envoie une "professionnelle de la capture Pokémon" nommée Cristal en voyage afin de compléter le Pokédex...

### Arc 4: Rubis et Saphir

Logo français de Pokémon - La Grande Aventure : Rubis et Saphir

Rubis, un jeune garçon de 11 ans, ne jurant que par la beauté, fugue le jour de son anniversaire, pour échapper à Norman, son père champion d’arène. Pendant ce temps, Saphir, la fille du professeur Seko, rencontre Rubis lors de sa fugue, le sauvant au passage. Ce cycle traite de la « rivalité » qui s’installera entre Rubis et Saphir, qui tentent de gagner respectivement tous les concours Pokémon et tous les badges de la région de Hoenn en l'espace de 80 jours. Ils vont faire la rencontre de deux organisations ennemies : la Team Magma, voulant étendre la terre, et la Team Aqua, voulant étendre la mer. Leur sombre but étant de réveiller les deux entités qui dorment sous Hoenn...  

### Arc 5: Rouge Feu et Vert Feuille
Ce cycle est de nouveau centré sur Rouge et Bleu, qui ont grandi et ont maintenant 16 ans, alors qu'ils doivent se rendre sur les îles Sévii afin de sauver le professeur Chen, ce dernier ayant été enlevé par la Team Rocket. En même temps, Verte a réussi à retrouver ses parents mais, alors qu'elle allait les rencontrer, ils se font aspirer par un mystérieux trou noir... Parallèlement, Jaune aide Argent à retrouver son père. Le retour de la Team Rocket et l’apparition de deux spécimens d’un Pokémon venu de l’espace, Deoxys, compliquera cependant la tâche des détenteurs de Pokédex.

### Arc  6: Émeraude
L'inauguration de la Zone de Combat prend une tournure inattendue quand Émeraude, un autre détenteur de Pokédex de la région de Hoenn, apparaît en chamboulant la conférence de presse. Maintenant, il doit conquérir les sept Symboles en sept jours. Pour ce faire, il doit battre les sept Meneurs de Zone avec sa capacité apparemment inégalée en combat et l'accès à tous les Pokémon de Cristal. Guile Hideout, un mystérieux personnage en armure qui a attaqué Sam, l'un des Meneurs et qui cherche Jirachi, le Pokémon vœu, pourrait être  un ennemi très problématique, notamment s'il capture Jirachi en premier...

### Arc 7: Diamant et Perle
Une famille importante de la région de Sinnoh envoie sa dernière descendante, Platine, sur une mission spéciale avec deux gardes. Platine rencontre cependant Diamant et Perle, deux jeunes garçons correspondant malencontreusement à la description des deux gardes du corps (garçons avec foulards, un en rouge et l'autre en vert). De leur côté, ils se joignent à elle pensant qu'elle est le guide d'une visite au Mont Couronné qu'ils ont remporté lors d'un concours de comédie. Ces malentendus marquent alors le début de leur voyage Pokémon...

### Arc 8: Platine
Ce cycle suit Platine Berlitz alors qu'elle se rend à la Zone de Combat pour recueillir des informations sur le mystérieux Monde Distorsion afin qu'elle puisse sauver deux personnes très importantes pour elle. Beladonis, un membre de la police internationale voulant arrêter définitivement la Team Galaxie, se joint à elle. Pendant ce temps, Diamant et Perle sont partis avec le président de l'Association Pokémon de Sinnoh et le Dr Petitpas pour réunir des informations sur les Pokémon légendaires et rares de Sinnoh...

### Arc 9: Or HeartGold et Argent SoulSilver
Trois ans après les événements du cycle Émeraude, la Team Rocket est de retour une fois de plus et tente de récupérer leur chef de longue date, Giovanni. Argent, énervé, tente alors d'arrêter la Team Rocket. Par ailleurs, Or prend part à un combat contre le Pokémon légendaire Arceus, le créateur de l'univers, contrôlé par la Team Rocket...

### Arc 10: Noir et Blanc

Logo français de Pokémon Noir et Blanc

Il met en scène Noir, un garçon un peu étrange qui ne rêve que d'une chose: battre la Ligue Pokémon et en devenir le nouveau champion. Avec ses Pokémon Munna, Gueriaigle et Gruikui, il part réaliser son rêve lorsqu'il rencontre Blanche, une jeune fille dont le métier est agent de Pokémon Stars... 

### Arc 11: Noir 2 et Blanc 2
Norris ressemble à un garçon normal inscrit à l'École de Dresseurs de Pavonnay. En réalité, il est membre de la police internationale, qui a pour but de retrouver les membres restants de la Team Plasma qui a été vaincue deux ans auparavant. À son insu, son nouvel élève, Blandine, se trouve être un ancien membre de la Team Plasma...
Vont-ils réussir à stopper la nouvelle Team Plasma qui utilise maintenant Kyurem le troisième dragon légendaire ?

### Arc 12: X et Y
Xavier, surnommé X, un garçon qui a remporté un tournoi Pokémon étant enfant, est devenu découragé à cause de mauvaises expériences avec les paparazzi. Bien que ses amis Y, de son vrai nom Yvonne, Sannah, Tierno et Trovato essayent de lui remonter le moral, il refuse de les écouter. Pendant ce temps, la Team Flare essaie de voler la Gemme sésame de Xavier ainsi que les Pokémon légendaires Xerneas et Yveltal afin d'alimenter leur arme ultime capable de détruire le monde...

### Arc 13: Rubis Oméga et Saphir Alpha
L'histoire parle de la suite des aventures de Rubis, Saphir et Émeraude qui doivent sauver la Terre de la menace d'une météorite. Plus tard, Rubis fera la rencontre d'Amaryllis, du peuple du Météore. Nos héros feront la découverte de la Méga évolution pour ensuite avoir Méga-Laggron, Méga-Jungko et Méga-Braségali. C’est alors qu’apparaît Hoopa, un tout nouveau Pokémon...

### Arc 14: Soleil et Lune / Ultra-Soleil et Ultra-Lune
Cet arc se passe dans la région d'Alola, et les héros sont cette fois-ci Soleil, un coursier qui doit économiser  100 millions, et Lune, une pharmacienne qui vient de la région de Sinnoh.
Ils vont devoir faire face à la Team Skull et à la Fondation Æther qui veulent un monde d'ultra chimères.

### Arc 15: Épée et Bouclier
L'histoire se déroule dans la région de Galar. Quand Arnold, jeune Dresseur inexpérimenté, croise la route d’un Pandarbare gigantesque, il part immédiatement à sa poursuite. Manquant de tomber d’une falaise, il est sauvé par Épée et Bouclier, un facétieux duo de Dresseurs de Pokémon qui ambitionne de participer au Défi des Arènes. Arnold, qui rêve d’aventure depuis son plus jeune âge va les accompagner dans cette quête pleine de rebondissements sur les routes de Galar !

## Personnages

### Kanto
| Nom                                                      | Première apparition | Description | Équipe Pokémon                                            |
| -------------------------------------------------------- | ------------------- | --- | --------------------------------------------------------- |
| Rouge / Sacha (Red)                                      | La Grande Aventure  | Rouge est le héros du cycle 1 Rouge, Vert et Bleu, et du cycle 5 Rouge Feu et Vert Feuille. C'est une tête brûlée, faisant surtout confiance à son instinct et à sa capacité de réaction. Il va cependant progresser au cours de l'histoire et apprendre à utiliser davantage la stratégie. Il deviendra le 9e champion de la ligue Pokémon de Kanto. Il est un spécialiste du combat Pokémon.                                                                    | Tartard Florizarre Pikachu Léviator Ronflex Ptéra Mentali |
| Bleu / Régis (Blue (nom anglais) / Green (nom japonais)) | La Grande Aventure  | Principal rival de Rouge, il est plus mûr que lui et se repose surtout sur une stratégie de combat réfléchie. Cependant, pour pouvoir affronter Rouge, il va apprendre à faire davantage confiance à son instinct. Il deviendra par la suite le nouveau champion de l’arène de Jadielle, à la suite des blessures de Rouge. Il est un spécialiste de l'entraînement Pokémon.                                                                                      | Cizayox Dracaufeu Akwakwak Mackogneur Porygon2 Rhinastoc  |
| Verte / Olga (Green (nom anglais)/ Blue(nom japonais))   | La Grande Aventure  | Jeune fille originaire de Bourg-Palette, elle a été enlevée alors qu'elle n'avait que 5 ans par un grand oiseau, Ho-oh Il en résultera une phobie des oiseaux. Voleuse, arnaqueuse et charmeuse, elle utilise surtout la ruse pour gagner. Elle changera pourtant de comportement au fur et à mesure de son parcours. Elle est particulièrement douée pour faire évoluer ses Pokémon.                                                                             | Tortank Grodoudou Mélodelfe Granbull Nidoqueen Métamorph  |
| Professeur Samuel Chen (Dr.Yukinari Okido)               | La Grande Aventure  | Chen est l'un des plus célèbres scientifiques du monde de Pokémon. Grand-père de Bleu, il lui a confié un Pokémon ainsi qu'un Pokédex avant de faire de même avec Rouge puis avec Verte. Il a autrefois gagné le championnat de la ligue face à Agatha. Il possède un très grand nombre de Pokémon. | Rapasdepic Dodrio Kangourex Leveinard Coxy Cerfrousse     |
| Jaune / Jamy (Yellow)                                    | La Grande Aventure  | Jaune est l’héroïne du cycle 2 Jaune. Jaune est originaire de la campagne de Jadielle (donc non loin de Bourg-Palette). Cette jeune fille n'aime pas blesser les Pokémon et préférera finir un combat en étourdissant l'adversaire plutôt qu'en le frappant. Comme tous les humains de la forêt de Jade, elle a des pouvoirs de guérison et de lire l'esprit de Pokemon. Elle a également le pouvoir d'améliorer le niveau des Pokémon et est entraînée par Bleu. | Rattatac Dodrio Pikachu Grolem Amonistar Papilusion       |

### Johto
| Nom               | Première apparition | Description | Équipe Pokémon                                                                              |
| ----------------- | ------------------- | --- | ------------------------------------------------------------------------------------------- |
| Or (Gold)         | Or et Argent        | Or est le héros du cycle 3 Or, Argent et Cristal, et cycle 9 Or HeartGold et Argent SoulSilver. C'est un jeune garçon qui fonce tête baissée, il aime beaucoup les jolies filles et les jeux comme le billard. Il est très doué pour s'occuper et faire éclore les œufs Pokémon. Or va rencontrer un jeune garçon nommé Grant (Joey) qui lui fera rencontrer le Professeur Chen. Après cette rencontre, il décidera de retrouver le Kaïminus volé par Argent et son Ptitard volé également puis égaré par la Team Rocket. | Capidextre Typhlosion Tarpaud Simularbre Héliatronc Togekiss Démanta (avec Rémoraids) Pichu |
| Argent (Silver)   | Or et Argent        | Argent est le fils de Giovanni. Étant enfant, il a été enlevé par la même personne que Verte ce qui le rend très proche d'elle. Afin de découvrir la vérité, il n'hésite pas à voler pour atteindre ses fins. | Dimoret Aligatueur Corboss Hyporoi Leviator (rouge)                                         |
| Cristal (Crystal) | Or et Argent        | C'est une maîtresse de la capture, elle est la première dresseuse à avoir complété le Pokédex de Johto (hormis les légendaires). Elle porte la tenue de Célesta (pas incluse dans le manga) dans le cycle 9. Ayant eu les 2 bras cassés à cause d'une chute, elle a appris à lancer ses Poké Balls avec ses pieds. Elle aide le professeur Chen dans ses recherches. | Meganium Arcanin Parasect Osselait Tygnon Xatu Lippouti M.Mime                              |

### Hoenn
| Nom                | Première apparition                  | Description | Équipe Pokémon                                               |
| ------------------ | ------------------------------------ | --- | ------------------------------------------------------------ |
| Rubis (Ruby)       | Rubis et Saphir                      | Rubis est le héros du cycle 4 Rubis et Saphir, et cycle 13 Rubis Oméga et Saphir Alpha. Il est le fils de Norman et est fan de concours Pokémon. Il cache sa force de combat car il craint sa violence. Il possède un lourd passé.                                                                                              | Delcatty Grahyena Laggron Morpheo Milobellus Gardevoir       |
| Saphir (Sapphire)  | Rubis et Saphir                      | Saphir est une fille sauvage qui aide son père le professeur Seko dans ses recherches, elle se dispute souvent avec Rubis à cause son comportement. C'est une fille battante qui n'hésiterait pas à aider les plus faibles et mettre sa vie en jeu surtout pour la lutte contre Groudon et Kyogre. Elle possède un lourd passé. | Galeking Brasegali Donphan Tropius Wailord Relicanth Gallame |
| Timmy (Mitsuru)    | Rubis et Saphir                      | Ce dresseur a des problèmes respiratoires et se bat constamment contre sa maladie. Il suit un entrainement de cure respiratoire au Pilier Céleste pour combattre Rayquaza, en empruntant le Kirlia de Rubis et le Arcko du professeur Seko.                                                                                     | Keckleon Cacturne Roselia Libegon Altaria Magnézone          |
| Émeraude (Emerald) | Rouge Feu et Vert Feuille / Émeraude | Émeraude est le héros du cycle 6 Émeraude qui se déroule au Battle Frontier. C'est un garçon têtu qui a pour mission de compléter le Battle Frontier et de sauver Jirachi. | Jungko Simularbre Teraclope Ronflex M.mime Démanta           |

### Sinnoh
| Nom                        | Première apparition        | Description | Équipe Pokémon                                                     |
| -------------------------- | -------------------------- | --- | ------------------------------------------------------------------ |
| Diamant (Diamond)          | Diamant et Perle / Platine | Diamant est le héros du cycle 7 Diamant et Perle. Il fait partie d'un duo comique avec Perle. Il adore manger surtout les gâteaux de riz et il est très paresseux mais il est très gentil et a souvent tendance malgré tout à remarquer les détails importants avant les autres.                                                                                   | Goinfrex Torterra Bastiodon Coudlangue Mammochon Regigigas Motisma |
| Perle (Pearl)              | Diamant et Perle / Platine | Il est le partenaire de Diamant dans le duo comique, il reprend toujours Diamant quand il fait des bêtises en le frappant sur la tête. Il est de nature impatient et autoritaire mais il est toujours déterminé. Son père est le maître de la tour de combat. | Pijako Simiabraz Luxray Mustebouée Taupiqueur Tauros               |
| Platine Berlitz (Platinum) | Diamant et Perle / Platine | Platine Berlitz est le protagoniste féminin du cycle 7 Diamant et Perle, et héros du cycle 8 Platine. Elle est une jeune fille née d'une famille de riches qui part en voyage pour accomplir la tradition familiale : aller chercher des matériaux permettant de créer le blason des Berlitz, au sommet du mont Couronné. Elle est avide de nouvelles expériences. | Pingoleon Galopa Lockpin Momartik Ceriflor Pachirisu               |

### Unys
| Nom               | Première apparition | Description | Équipe Pokémon                                           |
| ----------------- | ------------------- | --- | -------------------------------------------------------- |
| Noir (Black)      | Noir et Blanc       | Noir est le héros du cycle 10 Noir et Blanc. Noir est un garçon très déterminé qui est prêt à tout pour réaliser son plus grand rêve : battre la ligue Pokémon. Il pense tellement à son rêve qu'il lui est difficile de se concentrer sur autre chose. | Gueriaigle Mushana Roitiflam Mygavolt Mégapagos Reshiram |
| Blanche (White)   | Noir et Blanc       | Blanche est la directrice de l'agence BW, agence louant des Pokémon à des fins commerciales (publicités, films). | Vivaldaim Majaspic Limonde Mamanbo Nucléos Vostourno     |
| Norris (Lacktwo)  | Noir 2 et Blanc 2   | Norris est le héros du cycle 11 Noir 2 et Blanc 2. Norris est un jeune et important membre de la police internationale, à la recherche des membres de la Team Plasma pour mettre fin à leurs actes.                                                     | Mateloutre Genesect Keldeo Kabutops Scorvol Lançargot    |
| Blandine (Whitwo) | Noir 2 et Blanc 2   | Ancienne membre de la Team Plasma forcée à partir à cause de la défaite de la team 2 ans avant, Blandine continue d'espérer le retour de son roi, N. | Trompignon Limaspeed Goupelin                            |

### Kalos
| Nom        | Première apparition | Description | Équipe Pokémon                                                   |
| ---------- | ------------------- | --- | ---------------------------------------------------------------- |
| Xavier (X) | XY                  | Xavier est le héros du cycle 12 X et Y. Xavier est un jeune garçon doué pour combats Pokémon, mais ayant vécu de mauvaises expériences avec les paparazzi durant son enfance, il reste enfermé chez lui et abandonne les combats.                                        | Kangourex Blindépique Dracaufeu Élecsprint Ectoplasma Scarabrute |
| Yvonne (Y) | XY                  | Yvonne est une amie de X, ancienne championne de course de Rhinocorne, à présent jeune dresseuse aérienne. Elle tente de redonner à Xavier le goût des combats. Sa mère étant elle-même championne de course de Rhinocorne, elle fera tout pour qu’Yvonne suive sa voie. | Braisillon Rhinocorne Amphinobi Nymphali Xerneas Absol           |

### Alola
| Nom          | Première apparition | Description | Équipe Pokémon                                                       |
| ------------ | ------------------- | --- | -------------------------------------------------------------------- |
| Soleil (Sun) | Soleil et Lune      | Soleil est le héros du cycle 14 Soleil et Lune. Son but est de récolter 100 millions de yen. Il est coursier.                 | Miaouss d'Alola Félinferno Mimiqui Crabominable Ama-Ama Froussardine |
| Lune (Moon)  | Soleil et Lune      | Lune est pharmacienne. Elle se rend dans la région d'Alola pour donner un paquet contenant un Motisma au Professeur Euphorbe. | Chrysapile Vorastérie Grotadmorv d'Alola Archéduc                    |

### Galar
| Nom                                              | Première apparition | Description | Équipe Pokémon                           |
| ------------------------------------------------ | ------------------- | --- | ---------------------------------------- |
| Giuseppe Sword dit Épée (剣 創人, Soudo Tsurugi) | Épée et Bouclier    | Épée, le protagoniste masculin, est un artisan d'attirail qui voyage avec le Professeur Magnolia et Bouclier. Il participe au défi des arènes; son numéro est le 808.             | Palarticho Badabouin Ouvrifier Gouroutan |
| Bouclier Shieldmilia (Shieldmilia Tate)          | Épée et Bouclier    | Bouclier est la protagoniste féminin de la série. Spécialiste de l'informatique, elle voyage avec le Professeur Magnolia et Épée. Lors du défi des arènes, son numéro est le 303. | Lapyro Embrochet Salarsen                |

## Publication
La série est publiée depuis mars 1997 par Shōgakukan au Japon dans plusieurs magazines tels Shōgaku Rokunen sei, Shōgaku Gonen sei, Shōgaku Yonnen sei, Pokémon Fan, CoroCoro Ichiban! ou encore Club Sunday. Le premier cycle, adaptant les jeux vidéo Rouge, Vert et Bleu, a été prépublié de 1997 à 1998 puis compilé en trois tomes publiés entre août 1997 et mai 1998,. Le deuxième cycle, adaptant le jeu vidéo Jaune, a été prépublié entre 1998 et 1999 puis compilé en quatre volumes (tomes 4 à 7) entre décembre 1998 et avril 2000,. Le troisième cycle, adaptant les jeux vidéo Or, Argent et Cristal, a été prépublié entre 2000 et 2002 puis compilé en huit volumes (tomes 8 à 15) entre août 2001 et juillet 2003,. Le quatrième cycle, adaptant les jeux vidéo Rubis et Saphir, a été prépublié entre 2003 et 2006 puis compilé en huit volumes (tomes 15 à 22) entre juillet 2003 et août 2006,. Le cinquième cycle, adaptant les jeux vidéo Rouge Feu et Vert Feuille, a été prépublié entre 2004 et 2006 et compilé en cinq volumes (tomes 22 à 26) entre août 2006 et juin 2007,. Le sixième cycle, adaptant le jeu vidéo Émeraude, a été prépublié entre 2005 et 2006 puis compilé en quatre volumes (tomes 26 à 29) entre juin 2007 et novembre 2008,. Le septième cycle, adaptant les jeux vidéo Diamant et Perle, a été prépublié entre 2006 et 2009 puis compilé en neuf volumes (tomes 30 à 38) entre décembre 2008 et février 2011,. Le huitième cycle, adaptant le jeu vidéo Platine, a été prépublié en 2009 puis compilé en 3 volumes (tomes 38 à 40) entre février 2011 et mai 2012,. Le neuvième cycle, adaptant les jeux vidéo Or HeartGold et Argent SoulSilver, a été prépublié en 2010 puis compilé en trois volumes (tomes 41 à 43) entre juin 2012 et janvier 2013,. Le dixième cycle, adaptant les jeux vidéo Noir et Blanc, a été prépublié entre 2010 et 2013 puis compilé en neuf volumes reliés (tomes 43 à 51) entre janvier 2013 et juillet 2014. Le onzième cycle, adaptant les jeux vidéo Noir 2 et Blanc 2, a été prépublié entre 2013 et 2020 puis compilé en quatre volumes reliés (tomes 52 à 55) entre décembre 2014 et mai 2020. Le douzième cycle, adaptant les jeux vidéo X et Y, est prépublié etre 2013 et 2016 puis compilé initialement en six volumes indépendants entre avril 2014 et décembre 2016 puis dans les tomes 55 à 61 entre mai 2020 et février 2022. Le treizième cycle, adaptant les jeux vidéo Rubis Oméga et Saphir Alpha, est prépublié entre janvier 2015 et septembre 2016, puis compilé initialement en trois volumes indépendants entre juillet 2015 et septembre 2016. Le quatorzième cycle, adaptant les jeux vidéo Soleil et Lune, est prépublié entre novembre 2016 et novembre 2019, puis compilé initialement en six volumes indépendants entre juin 2017 et décembre 2019. Le quinzième cycle, adaptant les jeux vidéo Épée et Bouclier, est prépublié entre novembre 2016.
La licence francophone est initialement acquise par Glénat Manga sous le titre Pokémon : La grande aventure !. L'éditeur a publié en format tankobon les six premiers tomes (l’arc Rouge/Vert/Bleu et les trois premiers de l’arc Jaune) ainsi qu'une édition kiosque en mini-volumes entre 2000 et 2002, cette édition est interrompue concomitamment à la fin de la première pokémania . 
En septembre 2011, après neuf ans d'arrêt, l'éditeur Kurokawa reprend la licence à partir de l'arc 10 avec Pokémon Noir et Blanc. Les tomes sont publiés en avant-première en version française du fait de la publication en différé au Japon en volumes reliés. Le manga est également compatible avec la Nintendo 3DS et le lecteur peut ainsi faire apparaitre 3 Pokémon grâce aux codes se trouvant à l'intérieur des tomes par l'intermédiaire du Pokédex 3D. Cet arc comporte un total de neuf tomes. À partir de juin 2014, Kurokawa commence la publication de l'intégralité de la série en commençant par le premier arc sous le titre principal Pokémon - La Grande Aventure sous forme de tomes doubles . En septembre 2023, l'éditeur réédite l'arc Noir et Blanc sous le même format que les neuf arcs précédents.

## Liste des tomes français

### La Grande Aventure (Rouge et Bleu / Jaune)
| no | Français         | Français          |
| no | Date de sortie   | ISBN              |
| --- | ---------------- | ----------------- |
| 1 | 12 juin 2014     | 978-2-368-52013-0 |
| Liste des chapitres : - Chapitre 1 - En route pour la grande aventure ! - Chapitre 2 - À la poursuite de Bulbizarre ! - Chapitre 3 - La Forêt de Jade - Chapitre 4 - Facétieux Pikachu - Chapitre 5 - Le Badge Roche - Chapitre 6 - Rouge, à la rescousse ! - Chapitre 7 - À la recherche de la Pierre Lune - Chapitre 8 - Celle qui cachait bien son jeu - Chapitre 9 - La théorie et la pratique - Chapitre 10 - Avis de recherche - Chapitre 11 - À bord de l'Océane - Chapitre 12 - La course d'obstacles Pokémon - Chapitre 13 - La tour infernale - Chapitre 14 - Le maléfice - Chapitre 15 - Une peste nommée Verte - Chapitre 16 - Infiltration - Chapitre 17 - Le 151e Pokémon - Chapitre 18 - Échange de bons procédés - Chapitre 19 - Sur les traces d'Évoli - Chapitre 20 - Un lourd secret - Chapitre 21 - Le Parc Safari - Chapitre 22 - La tribu des Empiflor - Chapitre 23 - Un mystérieux incendie - Chapitre 24 - La Capsule Secrète - Chapitre 25 - Un nouvel ami - Chapitre 26 - Débarquement à Cramois'Île - Chapitre 27 - La cité interdite - Chapitre 28 - Safrania - Chapitre 29 - Le guet-apens - Chapitre 30 - Visions cauchemardesques - Chapitre 31 - Un vent glacé - Chapitre 32 - L'écrin à Badges - Chapitre 33 - La chute du Quartier Général |                  |                   |
| 2 | 28 août 2014     | 978-2-368-52014-7 |
| Liste des chapitres : - Chapitre 34 - Tempête de destruction - Chapitre 35 - Contre Mewtwo - Chapitre 36 - La jeune fille de la Forêt de Jade - Chapitre 37 - L'énigme du Champion de Jadielle - Chapitre 38 - Course contre la montre - Chapitre 39 - La ligue Pokémon ! - Chapitre 40 - Le sens de la rivalité - Chapitre 41 - La disparition - Chapitre 42 - Le jeune Dresseur au chapeau de paille - Chapitre 43 - Pêche à la Poké Ball - Chapitre 44 - Une bise glaciale - Chapitre 45 - Tous aux abris ! - Chapitre 46 - Imposture - Chapitre 47 - Un plan machiavélique - Chapitre 48 - Les défenseurs de la justice - Chapitre 49 - Tapis dans l'ombre - Chapitre 50 - La centrale désaffectée - Chapitre 51 - Un lourd secret - Chapitre 52 - Le cauchemar de Bleu - Chapitre 53 - Un nouveau départ - Chapitre 54 - Pika & Chenipou - Chapitre 55 - La meute de Férosinge - Chapitre 56 - Voyage sur l'Océane - Chapitre 57 - Le retour de la Team Rocket - Chapitre 58 - Les Pierres évolutives - Chapitre 59 - Une précieuse alliée - Chapitre 60 - La compétition de surf |                  |                   |
| 3 | 13 novembre 2014 | 978-2-368-52015-4 |
| Liste des chapitres : - Chapitre 61 - Le maître des dragons - Chapitre 62 - Contrôle climatique - Chapitre 63 - L'île mystérieuse - Chapitre 64 - Une vieille connaissance - Chapitre 65 - Le cocon de glace - Chapitre 66 - Assaut de grande envergure - Chapitre 67 - À la recherche du temps perdu - Chapitre 68 - Le piège du Conseil 4 - Chapitre 69 - Sur les traces de Ramoloss - Chapitre 70 - Amères retrouvailles - Chapitre 71 - Le labyrinthe d'Agatha - Chapitre 72 - Arbok contre Arbok - Chapitre 73 - L'entrave glacée - Chapitre 74 - Un combat à haut risque - Chapitre 75 - Explosion - Chapitre 76 - De douloureux souvenirs - Chapitre 77 - L'ombre de nous-mêmes - Chapitre 78 - Un retour inattendu - Chapitre 79 - Le messager de l'espoir - Chapitre 80 - Combat aérien - Chapitre 81 - La source du pouvoir - Chapitre 82 - Le cratère de l'Île Flamboyante - Chapitre 83 - Les origines d'Ambroise - Chapitre 84 - Échec & mat - Chapitre 85 - L'ombre d'un doute - Chapitre 86 - Le lac de lave - Chapitre 87 - Attaque synchronisée - Chapitre 88 - Le retour du boss - Chapitre 89 - Un plan infernal - Chapitre 90 - L'attaque ultime |                  |                   |

### Or et Argent / Cristal
| no | Français        | Français          |
| no | Date de sortie  | ISBN              |
| --- | --------------- | ----------------- |
| 1 | 11 février 2016 | 978-2-368-52221-9 |
| Liste des chapitres : - Chapitre 1 - À l'aube d'une grande aventure - Chapitre 2 - Tricher n'est pas jouer - Chapitre 3 - Le mystérieux voleur - Partie 1 - Chapitre 4 - Le mystérieux voleur - Partie 2 - Chapitre 5 - Partenaires de chic et de choc - Chapitre 6 - Donphan à fond ! - Chapitre 7 - La Tour Chétiflor - Chapitre 8 - L'épreuve des Dresseurs - Chapitre 9 - Tourne tourne Tournegrin - Chapitre 10 - Le mystère des Ruines d'Alpha - Chapitre 11 - Les Poké Balls artisanales - Chapitre 12 - La montagne de tous les dangers - Chapitre 13 - La malédiction du Bois aux Chênes - Chapitre 14 - L'homme masqué - Chapitre 15 - Star de la radio - Chapitre 16 - Le Simularbre qui cache la forêt - Chapitre 17 - Un repos bien mérité - Chapitre 18 - La Pension Pokémon - Chapitre 19 - Rosalia dans la tourmente - Chapitre 20 - L'union fait la force - Chapitre 21 - Combat à la régulière - Chapitre 22 - Le Léviator rouge - Chapitre 23 - La prison de glace du Lac Colère - Chapitre 24 - Portés disparus - Chapitre 25 - Le retour de Rouge - Chapitre 26 - En route pour Johto ! |                 |                   |
| 2 | 9 juin 2016     | 978-2-368-52277-6 |
| Liste des chapitres : - Chapitre 27 - Une nouvelle héroïne entre en piste ! - Chapitre 28 - La détermination de Gormignon - Chapitre 29 - À la dérive - Chapitre 30 - Grabuge sur le grand huit - Chapitre 31 - Tenace Corayon - Chapitre 32 - Incident sur le chantier - Chapitre 33 - Le défi de Suicune - Chapitre 34 - L'ancienne garde - Chapitre 35 - Vision trouble - Chapitre 36 - À la poursuite de Suicune - Chapitre 37 - Troubles au ranch Meumeu - Chapitre 38 - Métamorph ose ! - Chapitre 39 - Combat en cage - Chapitre 40 - La Tour Carillon - Partie 1 - Chapitre 41 - La Tour Carillon - Partie 2 - Chapitre 42 - La Tour Carillon - Partie 3 - Chapitre 43 - Perte de confiance - Chapitre 44 - Expédition aux Ruines d'Alpha - Chapitre 45 - Le secret d'Arcanou - Chapitre 46 - L'héritière Ninja - Chapitre 47 - Réunion au sommet - Partie 1 - Chapitre 48 - Réunion au sommet - Partie 2 - Chapitre 49 - Dans les profondeurs du Lac Colère - Chapitre 50 - Rencontre sur le port d'Orville - Chapitre 51 - La requête - Chapitre 52 - Périlleuse balade en bateau - Chapitre 53 - L'arène glacée - Chapitre 54 - La tactique de monsieur Frédo - Chapitre 55 - Réveil mouvementé - Chapitre 56 - La colère de Lugia - Partie 1 - Chapitre 57 - La colère de Lugia - Partie 2 - Chapitre 58 - La colère de Lugia - Partie 3 - Chapitre 59 - L'archipel des Tourb'îles - Chapitre 60 - Route coupée vers Johto - Chapitre 61 - La décision |                 |                   |
| 3 | 13 octobre 2016 | 978-2-368-52382-7 |
| Liste des chapitres : - Chapitre 62 - Dans les sous-sols de la Tour Cendrée - Chapitre 63 - La renaissance de la Team Rocket - Chapitre 64 - Les Champions entrent en piste - Chapitre 65 - Pierre qui roule n'amasse pas mousse - Chapitre 66 - Stratégies d'exception - Chapitre 67 - Le dédale des souvenirs - Chapitre 68 - Combat sous haute-tension - Chapitre 69 - L'objectif d'Argent - Chapitre 70 - Retour à la Pension Pokémon - Chapitre 71 - Maître et élève - Chapitre 72 - Courtes retrouvailles - Chapitre 73 - Affrontement au sommet - Chapitre 74 - Le piège de l'homme masqué - Chapitre 75 - Lugia et Ho-Oh Partie 1 - Chapitre 76 - Lugia et Ho-Oh Partie 2 - Chapitre 77 - Le combat final - Partie 1 - Chapitre 78 - Le combat final - Partie 2 - Chapitre 79 - Le combat final - Partie 3 - Chapitre 80 - Le combat final - Partie 4 - Chapitre 81 - Le combat final - Partie 5 - Chapitre 82 - Le combat final - Partie 6 - Chapitre 83 - Le combat final - Partie 7 - Chapitre 84 - Le combat final - Partie 8 - Chapitre 85 - Le combat final - Partie 9 - Chapitre 86 - Le combat final - Partie 10 - Chapitre 87 - Le combat final - Partie 11 - Chapitre 88 - Le combat final - Partie 12 - Chapitre 89 - Le combat final - Partie 13 - Chapitre 90 - Le combat final - Dernière partie |                 |                   |

### Rubis et Saphir
| no | Français         | Français          |
| no | Date de sortie   | ISBN              |
| --- | ---------------- | ----------------- |
| 1 | 11 décembre 2014 | 978-2-368-52089-5 |
| Liste des chapitres : - Chapitre 1 - En route pour Hoenn ! - Chapitre 2 - Course-poursuite en forêt - Chapitre 3 - La fille des bois - Chapitre 4 - Boude pas, Boubou ! - Chapitre 5 - Un jeune garçon plein d'espoir - Chapitre 6 - Le secret de Timmy - Chapitre 7 - Stupeur et tremblement - Chapitre 8 - La fontaine piégée - Chapitre 9 - La sylve de l'égarement - Chapitre 10 - Cours magistral - Partie 1 - Chapitre 11 - Cours magistral - Partie 2 - Chapitre 12 - La traversée - Partie 1 - Chapitre 13 - La traversée - Partie 2 - Chapitre 14 - La Grotte Granite - Chapitre 15 - Le secret de la souplesse - Chapitre 16 - Évolution ! - Chapitre 17 - L'instant fatidique - Chapitre 18 - L'épave - Partie 1 - Chapitre 19 - L'épave - Partie 2 - Chapitre 20 - Le Fan Club Pokémon - Chapitre 21 - Grabuge au Chantier Naval - Chapitre 22 - Illusion thermique - Chapitre 23 - La ville secrète - Chapitre 24 - De l'électricité dans l'air - Partie 1 - Chapitre 25 - De l'électricité dans l'air - Partie 2 - Chapitre 26 - À la pêche au Barpau - Chapitre 27 - Rivalité séculaire - Partie 1 - Chapitre 28 - Rivalité séculaire - Partie 2 - Chapitre 29 - Retrouvailles - Partie 1 - Chapitre 30 - Retrouvailles - Partie 2 - Chapitre 31 - Retrouvailles - Partie 3 - Chapitre 32 - L'ascension du Mont Chimnée |                  |                   |
| 2 | 12 mars 2015     | 978-2-368-52087-1 |
| Liste des chapitres : - Chapitre 33 - Piège en haute altitude - Chapitre 34 - Le jour où le Mont Chimney s'arrête - Chapitre 35 - Mission accomplie - Chapitre 36 - La dernière source d'eau chaude - Chapitre 37 - Concours de circonstances - Chapitre 38 - Le Pokémon Désastre - Chapitre 39 - Plongée dans les ténèbres - Chapitre 40 - De chic et de flammes - Chapitre 41 - La proposition - Chapitre 42 - Réunion de crise - Chapitre 43 - Concours, gloire et beauté - Chapitre 44 - Défaite éclatante - Chapitre 45 - Beautiful Marc - Chapitre 46 - La ville dans les arbres - Chapitre 47 - Nouvelles retrouvailles - Chapitre 48 - La révélation - Chapitre 49 - Combat Duo - Chapitre 50 - Manipulation de masse - Chapitre 51 - Le vent de la discorde - Chapitre 52 - Montée des eaux - Chapitre 53 - La déchirure - Chapitre 54 - Le réveil des géants - Partie 1 - Chapitre 55 - Le réveil des géants - Partie 2 - Chapitre 56 - Le réveil des géants - Partie 3 - Chapitre 57 - Profonde incertitude - Chapitre 58 - Vers le fond de l'océan - Chapitre 59 - L'ampleur du cataclysme - Chapitre 60 - Un invité inattendu - Chapitre 61 - Le Pilier Céleste |                  |                   |
| 3 | 2 juillet 2015   | 978-2-368-52154-0 |
| Liste des chapitres : - Chapitre 62 - Surprenante trahison - Chapitre 63 - Retour à la surface - Chapitre 64 - Les Champions contre-attaquent - Chapitre 65 - La stratégie de la tête brûlée - Chapitre 66 - Voltère à terre - Chapitre 67 - Une bataille sur deux fronts - Chapitre 68 - Folie dévastatrice - Chapitre 69 - Catastrophes en série - Chapitre 70 - L'âpreté de la défaite - Chapitre 71 - La requête de Pierre - Chapitre 72 - Sur les lieux de l'affrontement légendaire - Chapitre 73 - La prophétie des géants - Partie 1 - Chapitre 74 - La prophétie des géants - Partie 2 - Chapitre 75 - L'ultime entraînement - Chapitre 76 - Le noble art du Combat Duo - Chapitre 77 - Le signe des Orbes - Chapitre 78 - Le troisième Pokémon de la légende - Chapitre 79 - Retour à la réalité - Chapitre 80 - Trahison amoureuse - Chapitre 81 - Le combat final - Partie 1 - Chapitre 82 - Le combat final - Partie 2 - Chapitre 83 - Le combat final - Partie 3 - Chapitre 84 - Le combat final - Partie 4 - Chapitre 85 - Le combat final - Partie 5 - Chapitre 86 - La beauté du cœur - Chapitre 87 - Le sixième Pokémon |                  |                   |

### Rouge Feu et Vert Feuille / Émeraude
| no | Français        | Français          |
| no | Date de sortie  | ISBN              |
| --- | --------------- | ----------------- |
| 1 | 13 avril 2017   | 978-2-368-52496-1 |
| Liste des chapitres : - Chapitre 1 - La grande évasion - Chapitre 2 - Retour aux sources - Chapitre 3 - Piège en haute mer - Chapitre 4 - Le débarquement - Chapitre 5 - La maîtrise de Maestria - Chapitre 6 - L'ultime épreuve - Chapitre 7 - L'ombre de l'ennemi - Chapitre 8 - L'île du lien - Chapitre 9 - Révélations - Chapitre 10 - Beauté glaciale - Chapitre 11 - L'ultimatum - Chapitre 12 - La révolte - Chapitre 13 - Les Crocs de la Team Rocket - Chapitre 14 - La puissance de Deoxys - Chapitre 15 - Un éclair de vérité - Chapitre 16 - L'Île Aurore - Chapitre 17 - Un allié surprise - Bonus |                 |                   |
| 2 | 8 juin 2017     | 978-2-368-52507-4 |
| Liste des chapitres : - Chapitre 18 - La Tour des Dresseurs - Chapitre 19 - L'assaut de Deoxys - Chapitre 20 - Retour aux sources - Chapitre 21 - L'union fait la force - Chapitre 22 - La mécanique du destin - Chapitre 23 - La base volante - Chapitre 24 - La revanche tant espérée - Chapitre 25 - Coup du sort - Chapitre 26 - Le retour du prince - Chapitre 27 - L'ennemi invisible - Chapitre 28 - Sacrifice - Chapitre 29 - Aux origines de Deoxys - Chapitre 30 - Tristes retrouvailles - Chapitre 31 - La compte à rebours - Chapitre 32 - Message d'adieu - Chapitre 33 - Le devoir d'un père - Chapitre 34 - Le dernier espoir - Chapitre 35 - Les détenteurs de Pokédex - Bonus                                                                                        |                 |                   |
| 3 | 24 août 2017    | 978-2-368-52531-9 |
| Liste des chapitres : - Chapitre 36 - La zone de Combat - Chapitre 37 - Technique apaisante - Chapitre 38 - Le défi des sept bâtiments - Chapitre 39 - Le Meneur du Savoir - Chapitre 40 - Tapi dans l'ombre - Chapitre 41 - Commande bien reçue ! - Chapitre 42 - La Reine Venin - Chapitre 43 - Miser sur la chance - Chapitre 44 - La terre des origines - Chapitre 45 - La Pyramide de tous les dangers - Chapitre 46 - Étoile filante - Chapitre 47 - La Grotte Atelier - Chapitre 48 - L'homme en armure - Chapitre 49 - L'as du salon de combat - Chapitre 50 - Le plan de M. Scott - Chapitre 51 - Faire preuve de cran - Bonus |                 |                   |
| 4 | 12 octobre 2017 | 978-2-368-52532-6 |
| Liste des chapitres : - Chapitre 52 - Le tournoi du Dôme - Chapitre 53 - La cavalerie à la rescousse - Chapitre 54 - Rubis contre Émeraude - Chapitre 55 - Le partenaire initial - Chapitre 56 - La tactique suprême - Chapitre 57 - L'héritage des orbes - Chapitre 58 - Les deux Guile - Chapitre 59 - À l'assaut de la Tour de Combat - Chapitre 60 - Le visage derrière l'armure - Chapitre 61 - La créature des océans - Chapitre 62 - Le vœu sous les étoiles - Chapitre 63 - Celui qui ne pouvais ouvrir son coeur - Chapitre 64 - Admiration et respect - Chapitre 65 - Un nouveau moi-même - Chapitre 66 - L’œil de la vérité - Chapitre 67 - La réunion des dix ! - Chapitre 68 - Trois fois trois - Chapitre 69 - Les détenteurs d'un don - Chapitre 70 - Épilogue - Bonus |                 |                   |

### Diamant et Perle / Platine
| no | Français        | Français          |
| no | Date de sortie  | ISBN              |
| --- | --------------- | ----------------- |
| 1 | 8 février 2018  | 978-2-368-52587-6 |
| Liste des chapitres : - Chapitre 01 - Perle et Diamant - Chapitre 02 - Mademoiselle et les Keunotor - Chapitre 03 - Le rythme des gags - Chapitre 04 - La fierté de Tiplouf - Chapitre 05 - L'arène de Charbourg - Chapitre 06 - Le champ de fleurs à l'odeur de miel - Chapitre 07 - Tempête de sable à la centrale électrique - Chapitre 08 - Le château perdu au milieu de la forêt - Chapitre 09 - Un entrainement qui porte ses fruits - Chapitre 10 - Les ronces empoisonnées - Chapitre 11 - À la bicyclette de bon matin - Chapitre 12 - Aux origines de la régions de Sinnoh - Chapitre 13 - Mademoiselle et les Concours Pokémon - Chapitre 14 - Les bons conseils du président - Chapitre 15 - La tour perdue - Chapitre 16 - Mosso et Grodo - Chapitre 17 - De mystérieuses inscriptions - Chapitre 18 - Tel est pris qui croyait prendre - Chapitre 19 - Méli-mélo avec Mélina |                 |                   |
| 2 | 14 juin 2018    | 978-2-368-52644-6 |
| Liste des chapitres : - Chapitre 20 - Le piège du Casino - Chapitre 21 - Protection rapprochée - Chapitre 22 - Amis ou ennemis ? - Chapitre 23 - La fin de l'innocence - Chapitre 24 - Empreintes sous la pluie - Chapitre 25 - La lumière du souvenir - Chapitre 26 - L'ombre du lac - Chapitre 27 - Le Parc Safari du Grand Marais - Chapitre 28 - De précieux enseignements - Chapitre 29 - L'argent de la victoire - Chapitre 30 - La Potion Secrète du Psykokwak - Chapitre 31 - La doyenne de Célestia - Chapitre 32 - Les gravures en danger - Chapitre 33 - La décision de Diamant - Chapitre 34 - La conférence sous la menace - Chapitre 35 - Problèmes mathématiques à Unionpolis - Chapitre 36 - Entre rêve et réalité - Chapitre 37 - Réunion de famille - Chapitre 38 - La vérité éclate au grand jour - Chapitre 39 - Une décision lourde de sens - Chapitre 40 - Adieux |                 |                   |
| 3 | 23 août 2018    | 978-2-368-52654-5 |
| Liste des chapitres : - Chapitre 41 - Dangers en haute mer - Chapitre 42 - LÎle de Fer - Chapitre 43 - Entraînement en sous-sol - Chapitre 44 - L'attaque spéciale de Diamant - Chapitre 45 - Une aura maléfique - Chapitre 46 - Pleins feux sur la Forge Fuego - Chapitre 47 - Chaleureuses retrouvailles - Chapitre 48 - Tapis roulants et Rayons X - Chapitre 49 - Demoiselles des neiges - Chapitre 50 - Du rififi à Frimapic - Chapitre 51 - Le dernier voeu - Chapitre 52 - La machine galactique - Chapitre 53 - Pokémontre au poignet - Chapitre 54 - Un voleur à la langue bien pendue - Chapitre 55 - Intrusion involontaire - Chapitre 56 - Attaque nocturne sur le laboratoire - Chapitre 57 - Onde de choc et battement d'ailes - Chapitre 58 - Souvenirs du Lac Savoir - Chapitre 59 - Prise d'otage au Lac Vérité - Chapitre 60 - Compte à rebours |                 |                   |
| 4 | 3 décembre 2018 | 978-2-368-52655-2 |
| Liste des chapitres : - Chapitre 61 - Trois Pokémon et leurs liens invisibles - Chapitre 62 - Une terrible défaite - Chapitre 63 - L’averse salvatrice - Chapitre 64 - Maître et élève - Chapitre 65 - Le monde parfait d’Hélio - Chapitre 66 - La nouvelle équipe de Perle - Chapitre 67 - Un intrus dans le quartier général - Chapitre 68 - La force de l’expérience - Chapitre 69 - Tranquillou et Furax - Chapitre 70 - Infiltration incognito - Chapitre 71 - Le son matinal du Pokédex - Chapitre 72 - Maître contre Boss - Chapitre 73 - La libération des trois Pokémon - Chapitre 74 - Le destin aux pieds des Colonnes Lances - Chapitre 75 - Spatiotemporel - Chapitre 76 - Hurle-Temps et Spatio-Rift - Chapitre 77 - Un sbire à la volonté propre - Chapitre 78 - Accomplir l’inaccompli - Chapitre 79 - Diamant et Perle |                 |                   |
| 5 | 14 mars 2019    | 978-2-368-52656-9 |
| Liste des chapitres : - Chapitre 80 - Un cadre idyllique - Chapitre 81 - Gestion de ressources - Chapitre 82 - Le Meneur du Castel - Chapitre 83 - Un majordome inattentif - Chapitre 84 - Cornil du Café Combats - Chapitre 85 - Le trésor du Mont Abrupt - Chapitre 86 - La roulette en mouvement - Chapitre 87 - Le réveil - Chapitre 88 - Le plan de Pluton - Chapitre 89 - L’équipe empruntée - Chapitre 90 - Brouillage - Chapitre 91 - La demande de Koner - Chapitre 92 - La Scène de Combat s’enflamme - Chapitre 93 - Les cinq appareils électroménagers - Chapitre 94 - Giratina le tyran - Chapitre 95 - Préparation au combat - Chapitre 96 - Une attaque venue de l’ombre - Chapitre 97 - La forme de la colère - Chapitre 98 - Celui qui contrôle les drones - Chapitre 99 - Combats en équipe - Chapitre 100 - Un monde d’antimatière - Chapitre 101 - Où se trouve son cœur… - Chapitre 102 - Le virus de la justice - Chapitre 103 - La lettre du Professeur Chen - Chapitre 104 - L’éclat des âmes |                 |                   |

### Or Heart Gold et Argent Soul Silver
| no | Français         | Français          |
| no | Date de sortie   | ISBN              |
| --- | ---------------- | ----------------- |
| 1 | 12 novembre 2018 | 978-2-368-52657-6 |
| Liste des chapitres : - Chapitre 01 - En route pour le Pokéathlon ! - Chapitre 02 - L'intervention du conseil 4 - Chapitre 03 - Une mission secrète - Chapitre 04 - Les prémices d'une résurgence - Chapitre 05 - Combat au Parc Safari ! - Chapitre 06 - À la recherche des Plaques ! - Chapitre 07 - Le don de prescience - Chapitre 08 - L'héritier des Arcanes - Chapitre 09 - Les quatre Commandants à l'attaque - Chapitre 10 - La route vers les Ruines - Chapitre 11 - Les révélations des inscriptions - Chapitre 12 - Aux origines... - Chapitre 13 - Un endroit plein de mystères - Chapitre 14 - Le fabuleux changement de types - Chapitre 15 - Désespoir sur l'Autel Trismergis - Chapitre 16 - Par-delà les failles du temps - Chapitre 17 - L'avenir ne tient qu'à un fil - Chapitre 18 - L'ultime espoir - Chapitre 19 - Un lendemain comme nul autre |                  |                   |

### Noir et Blanc

#### Format simple
| no | Français          | Français          |
| no | Date de sortie    | ISBN              |
| --- | ----------------- | ----------------- |
| 1 | 8 septembre 2011  | 978-2-351-42654-8 |
| Liste des chapitres : - Chapitre 01 - Pagaille au labo - Chapitre 02 - Le grand départ - Chapitre 03 - Le surnom - Chapitre 04 - Premier combat contre un Dresseur - Chapitre 05 - Mystère électrique - Chapitre 06 - Chantier dangereux - Chapitre 07 - Le mystérieux garçon - Partie 1 - Chapitre 08 - Le mystérieux garçon - Partie 2                   |                   |                   |
| 2 | 13 octobre 2011   | 978-2-351-42653-1 |
| Liste des chapitres : - Chapitre 09 - Les retrouvailes - Chapitre 10 - Premier combat d'Arène ! - Chapitre 11 - La Brume des Rêves - Chapitre 12 - Tournage compromis - Chapitre 13 - L'Arène de papier - Chapitre 14 - Le secret d'Aloé - Chapitre 15 - À la poursuite des os de Pokémon - Chapitre 16 - L'infranchissable défense du duo                 |                   |                   |
| 3 | 12 avril 2012     | 978-2-351-42686-9 |
| Liste des chapitres : - Chapitre 17 - Zorua se déchaîne - Chapitre 18 - L'art de ne pas évoluer - Chapitre 19 - Combat artistique ! - Chapitre 20 - S.O.S. victini - Chapitre 21 - Pari ensablé - Chapitre 22 - Tous en scène - Partie 1 - Chapitre 23 - Tous en scène - Partie 2 - Chapitre 24 - Coup(s) de foudre                                        |                   |                   |
| 4 | 5 juillet 2012    | 978-2-351-42688-3 |
| Liste des chapitres : - Chapitre 25 - Le choc - Chapitre 26 - L'emprise de N - Chapitre 27 - La détermination de Blanche - Chapitre 28 - Nouveau départ - Chapitre 29 - Embrouilles au pont Yoneuve - Chapitre 30 - Passager clandestin - Chapitre 31 - Tcheren dans la tourmente ! - Chapitre 32 - Duel au ras du sol !                                   |                   |                   |
| 5 | 15 novembre 2012  | 978-2-351-42814-6 |
| Liste des chapitres : - Chapitre 33 - Le mystère du Galet Noir - Chapitre 34 - La fille de l'air - Chapitre 35 - Champions d'Arène à la rescousse - Chapitre 36 - Face au trio des ombres - Chapitre 37 - Ghetis entre en scène - Chapitre 38 - Entraînement glacial - Chapitre 39 - Entraînement draconique                                               |                   |                   |
| 6 | 14 mars 2013      | 978-2-351-42875-7 |
| Liste des chapitres : - Chapitre 40 - Le destin de Bianca - Chapitre 41 - Le mystère Meloetta - Chapitre 42 - La jeunesse des héros 1 - Chapitre 43 - La jeunesse des héros 2 - Chapitre 44 - Un infirmier bavard - Chapitre 45 - Feu contre glace - Chapitre 46 - Le choix de Watson - Chapitre 47 - Adieu la Ligue !? - Chapitre 48 - Le trio légendaire |                   |                   |
| 7 | 12 septembre 2013 | 978-2-351-42905-1 |
| Liste des chapitres : - Chapitre 49 - La bourgeoise entêtée - Chapitre 50 - Duel au sommet (1) - Chapitre 51 - Duel au sommet (2) - Chapitre 52 - Les origines de Kikui - Chapitre 53 - Plongée dans la brume des rêves - Chapitre 54 - Rattrapage - Chapitre 55 - Le Pokémon inconnu                                                                      |                   |                   |
| 8 | 12 décembre 2013  | 978-2-351-42906-8 |
| Liste des chapitres : - Chapitre 56 - Le mystère s'épaissit - Chapitre 57 - Noir contre Iris ! - Chapitre 58 - Espions et révélations - Chapitre 59 - La justice face aux ombres - Chapitre 60 - Trois contre trois - Chapitre 61 - L'éveil |                   |                   |
| 9 | 9 octobre 2014    | 978-2-368-52008-6 |
| Liste des chapitres : - Prélude - Chapitre 62 - Ghetis se dévoile - Chapitre 63 - L'union fait la force ! - Chapitre 64 - La légende reprend vie - Chapitre 65 - Mission sauvetage - Chapitre final - Amère victoire |                   |                   |

#### Format double
| no | Français         | Français          |
| no | Date de sortie   | ISBN              |
| --- | ---------------- | ----------------- |
| 1 | 7 septembre 2023 | 978-2-380-71489-0 |
| Liste des chapitres : - Chapitre 1 - La veille - Chapitre 2 - Le grand départ - Chapitre 3 - Réminiscence - Chapitre 4 - Le premier combat Pokémon - Chapitre 5 - Embauche express - Chapitre 6 - Le discours - Chapitre 7 - Libération - Chapitre 8 - Cérémonie de couronnement - Chapitre 9 - Une réception en grande pompe - Chapitre 10 - Stratégie collaborative - Chapitre 11 - Recherches - Chapitre 12 - Le projet - Chapitre 13 - La bibliothèque - Chapitre 14 - Les origines - Chapitre 15 - Les os de Pokémon - Chapitre 16 - Un vent violent - Chapitre 17 - L'enfant perdu |                  |                   |
| 2 | 9 novembre 2023  | 978-2-380-71519-4 |
| Liste des chapitres : - Chapitre 18 - Le noble art - Chapitre 19 - Évolution - Chapitre 20 - Rendez-vous au phare - Chapitre 21 - Tempête de sable - Chapitre 22 - Les préparatifs - Chapitre 23 - Lever de rideau - Chapitre 24 - Le tournant - Chapitre 25 - L'équation - Chapitre 26 - Le chemin de fer - Chapitre 27 - Détermination - Chapitre 28 - La séparation - Chapitre 29 - Le pont basculant - Chapitre 30 - L'orage - Chapitre 31 - Congélation - Chapitre 32 - Fouilles archéologiques - Chapitre 33 - La sensation - Chapitre 34 - Le rassemblement                       |                  |                   |
| 3 | 14 mars 2024     | 978-2-380-71550-7 |
| Liste des chapitres : - Chapitre 35 - Parés au combat - Chapitre 36 - L'affrontement - Chapitre 37 - Le grand retour - Chapitre 38 - Entraînement acharné - Chapitre 39 - La course effrénée - Chapitre 40 - Mélodieuse harmonie - Chapitre 41 - La représentation - Chapitre 42 - Au commencement - Chapitre 43 - Précieux compagnons - Chapitre 44 - La révélation - Chapitre 45 - La condition - Chapitre 46 - Les trois lames - Chapitre 47 - Confiance mutuelle - Chapitre 48 - Au sommet - Chapitre 49 - Une nouvelle étape - Chapitre 50 - Ce qui est nécessaire…                 |                  |                   |
| 4 | 13 juin 2024     | 979-1-042-01325-7 |
| Liste des chapitres : - Chapitre 51 - Lever de rideau - Chapitre 52 - Communication - Chapitre 53 - Opération secrète - Chapitre 54 - Joute enflammée - Chapitre 55 - Un cœur pur - Chapitre 56 - Le dernier carré - Chapitre 57 - Tremblements - Chapitre 58 - De vrais amis… - Chapitre 59 - Le chasseur - Chapitre 60 - Le château - Chapitre 61 - La vérité - Chapitre 62 - L'idéal - Chapitre 63 - Un vrai héros - Chapitre 64 - Disparition |                  |                   |

### Noir 2 et Blanc 2
| no | Français       | Français          |
| no | Date de sortie | ISBN              |
| --- | -------------- | ----------------- |
| 1 | 11 mars 2021   | 978-2-380-71168-4 |
| Liste des chapitres : - Chapitre 01 - La nouvelle élève - Chapitre 02 - Monsieur Parfait ! - Chapitre 03 - Ennemi volant non identifié - Chapitre 04 - Le scientifique prétentieux - Chapitre 05 - Leçon de Pokédex - Chapitre 06 - Panique cinématographique - Chapitre 07 - Souvenirs inoubliables - Chapitre 08 - La tornade des légendes - Chapitre 09 - Le nouveau bretteur - Chapitre 10 - La compétition de chant choral - Chapitre 11 - Un garçon en colère - Chapitre 12 - Combat entre les conteneurs - Chapitre 13 - Le Nikodule - Chapitre 14 - Forme Totémique - Chapitre 15 - Un monde de glace |                |                   |
| 2 | 10 juin 2021   | 978-2-380-71169-1 |
| Liste des chapitres : - Chapitre 16 - Le vaisseau volant - Chapitre 17 - Mise à pied - Chapitre 18 - Le retour de N - Chapitre 19 - Les ruines des abysses - Chapitre 20 - Le monde des rêves - Chapitre 21 - Intense réflexion - Chapitre 22 - La grotte cyclopéenne - Chapitre 23 - Ambitions déchues - Épilogue - Cérémonie de fin d'année |                |                   |

### XY
| no | Français         | Français          |
| no | Date de sortie   | ISBN              |
| --- | ---------------- | ----------------- |
| 1 | 12 février 2015  | 978-2-368-52010-9 |
| Liste des chapitres : - Chapitre 01 - Kangourex attend - Chapitre 02 - Kangourex change - Chapitre 03 - Excavarenne vole - Chapitre 04 - Marisson pique - Chapitre 05 - Kangourex essaye - Chapitre 06 - Exagide tourmente - Chapitre 07 - Lucario sauve                |                  |                   |
| 2 | 11 juin 2015     | 978-2-368-52167-0 |
| Liste des chapitres : - Chapitre 08 - Salamèche s'endort - Chapitre 09 - Marisson s'éveille - Chapitre 10 - Pandarbare déjoue - Chapitre 11 - Dynavolt poursuit - Chapitre 12 - Grenousse disparaît - Chapitre 13 - Ptyranidur broie - Chapitre 14 - Élecsprint évoulue |                  |                   |
| 3 | 12 novembre 2015 | 978-2-368-52212-7 |
| Liste des chapitres : - Chapitre 15 - Prismillon Danse - Chapitre 16 - Prismillon brûle - Chapitre 17 - Croâporal tire - Chapitre 18 - Trousselin collectionne - Chapitre 19 - Desséliande ligote - Chapitre 20 - Ectoplasma change - Chapitre 21 - Roussil encercle    |                  |                   |
| 4 | 7 juillet 2016   | 978-2-368-52279-0 |
| Liste des chapitres : - Chapitre 22 - Boguérisse s'hérisse - Chapitre 23 - Léviator change - Chapitre 24 - Némélios souffle - Chapitre 25 - Flabébé s'épanouit - Chapitre 26 - Rhinocorne fonce - Chapitre 27 - Scarabrute observe                                      |                  |                   |
| 5 | 8 décembre 2016  | 978-2-368-52416-9 |
| Liste des chapitres : - Chapitre 28 - Cizayox sous le choc - Chapitre 29 - Brutalibré en piqué - Chapitre 30 - Scarabrute évolue - Chapitre 31 - Zygarde se manifeste - Chapitre 32 - Sepiatroce en force - Chapitre 33 - Blindépique se blinde                         |                  |                   |
| 6 | 11 mai 2017      | 978-2-368-52497-8 |
| Liste des chapitres : - Chapitre 34 - Dracaufeu change change - Chapitre 35 - Yveltal détruit - Chapitre 36 - Mewtwo se fâche - Chapitre 37 - Zygarde gronde - Chapitre 38 - Xerneas donne - Chapitre 39 - Épilogue                                                     |                  |                   |

### Soleil et Lune
| no | Français          | Français          |
| no | Date de sortie    | ISBN              |
| --- | ----------------- | ----------------- |
| 1 | 9 décembre 2017   | 978-2-368-52545-6 |
| Liste des chapitres : - Chapitre 01 - En avant ! Soleil le coursier ! - Chapitre 02 - Livraison ! La fille au Motisma ! - Chapitre 03 - Ça carbure !! Le Professeur Euphorbe cogite dur ! - Chapitre 04 - Paré à l'action !! Le tournoi des six ! - Chapitre 05 - Grosse annonce ! Voici la récompense ! - Chapitre 06 - Irruption ! Guzma vient mettre la zone ! - Chapitre 07 - Final !! Un résultat inattendu ! |                   |                   |
| 2 | 14 juin 2018      | 978-2-368-52645-3 |
| Liste des chapitres : - Chapitre 08 - À l'abordage ! LÎle voisine d'Akala ! - Chapitre 09 - Confrontation ! Le dominant de la Colline Clapotis ! - Chapitre 10 - Stratégie ! Le chef du banc de Froussardine ! - Chapitre 11 - Retour ! La golfeuse professionnelle de choc ! - Chapitre 12 - Danse !! La Force Z enflamme la piste ! - Chapitre 13 - Détonation ! La Capacité Z surpuissante !                    |                   |                   |
| 3 | 15 novembre 2018  | 978-2-368-52693-4 |
| Liste des chapitres : - Chapitre 14 - Stupéfaction ! Le secret de Cosmog ! - Chapitre 15 - Naufrage ! Le grincement de Denticrisse ! - Chapitre 16 - Photo ! L'ancien site Bradley Prix ! - Chapitre 17 - Invasion ! L'assaut sur Kokohio ! - Chapitre 18 - Confrontation ! Les créatures d'une autre dimension ! - Chapitre 19 - Réalité ! Les coulisses de la Team Skull !                                       |                   |                   |
| 4 | 4 juillet 2019    | 978-2-368-52735-1 |
| Liste des chapitres : - Chapitre 20 - Urgence ! La capture des ultra-chimères ! - Chapitre 21 - Extorsion ! Le boss des Crabagarre ! - Chapitre 22 - Félicitations ! Paulie, la nouvelle doyenne ! - Chapitre 23 - Confrontation ! Le grand canyon de Poni ! - Chapitre 24 - Souffle ! La mélodie au pied de l'autel ! - Chapitre 25 - Apparition ! Les messagers de la lune et du soleil !                        |                   |                   |
| 5 | 20 février 2020   | 978-2-368-52973-7 |
| Liste des chapitres : - Chapitre 26 - Exploration ! Le monde de l'ombre !! - Chapitre 27 - Rencontre ! L'Ultra-Commando !! - Chapitre 28 - Atterrissage ! La mégalopole scientifique !! - Chapitre 29 - Confrontation ! Le mystère des griffes sombres !! - Chapitre 30 - Crise ! Esla-Mina sombre dans la folie - Chapitre 31 - Attaque ! Le rayon qui déchire le ciel !                                          |                   |                   |
| 6 | 10 septembre 2020 | 978-2-368-52974-4 |
| Liste des chapitres : - Chapitre 32 - Tremblement ! Le pendentif du père ! - Chapitre 33 - Inhumain ! L'homme démoniaque ! - Chapitre 34 - Onde de choc ! L'entraînement porte ses fruits ! - Chapitre 35 - Transcendant !! Ultra-Necrozma - Chapitre 36 - Renaissance ! Le pouvoir du soleil et de la lune ! - Chapitre 37 - La fin ! Le combat contre un autre monde !!                                          |                   |                   |

### Épée et Bouclier
| no | Français         | Français          |
| no | Date de sortie   | ISBN              |
| --- | ---------------- | ----------------- |
| 1 | 14 janvier 2021  | 978-2-380-71152-3 |
| Liste des chapitres : - Chapitre 01 - Un Pokémon gigantesque - Chapitre 02 - Entraînement sans transition ! - Chapitre 03 - L'attaque surprise des Torgamord - Chapitre 04 - Le faisceau lumineux - Chapitre 05 - L'attirail de la légende - Chapitre 06 - L'arrivée de rivaux coriaces ! - Chapitre 07 - Une victoire sur le fil ! |                  |                   |
| 2 | 8 juillet 2021   | 978-2-380-71153-0 |
| Liste des chapitres : - Chapitre 08 - Prédastérie à l'attaque - Chapitre 09 - Le combat Gigamax - Chapitre 10 - Les sentiments de Travis - Chapitre 11 - Le Pokémon Avaltouron - Chapitre 12 - Le dédain du sage - Chapitre 13 - La tapisserie de la salle des reliques                                                             |                  |                   |
| 3 | 9 décembre 2021  | 978-2-380-71154-7 |
| Liste des chapitres : - Chapitre 14 - La voix du maître - Chapitre 15 - Retrouvailles dans la forêt - Chapitre 16 - Sally de Corrifey - Chapitre 17 - Infiltration en sous-sol - Chapitre 18 - L'apparition d'Hydragon - Chapitre 19 - Combat dans la neige !                                                                       |                  |                   |
| 4 | 8 septembre 2022 | 978-2-380-71291-9 |
| Liste des chapitres : - Chapitre 20 - Clac clac font les claquettes - Chapitre 21 - Les méandres de la mémoire - Chapitre 22 - Ravisseurs mondains - Chapitre 23 - Face à face de célébrités - Chapitre 24 - La terrible vérité - Chapitre 25 - La terrifiante Nuit Noire                                                           |                  |                   |
| 5 | 11 mai 2023      | 978-2-380-71292-6 |
| Liste des chapitres : - Chapitre 26 - L'épée et le bouclier rouillés - Chapitre 27 - Le plan du président - Chapitre 28 - Doubles retrouvailles - Chapitre 29 - Un attirail que l'on ne peut restaurer - Chapitre 30 - La disparition d'Épée - Chapitre 31 - Tickets vers de nouveaux horizons                                      |                  |                   |
| 6 | 12 octobre 2023  | 978-2-380-71560-6 |
| Liste des chapitres : - Chapitre 32 - Retrouvailles du nouveau monde - Chapitre 33 - En route pour la Forêt Flexion - Chapitre 34 - Triple évolution ! - Chapitre 35 - Wushours et l'entraînement spécial ! - Chapitre 36 - Confrontation à la tour - Chapitre 37 - À la poursuite des attirails rouillés                           |                  |                   |
| 7 | 11 janvier 2024  | 979-1-042-01391-2 |
| Liste des chapitres : - Chapitre 38 - La carotte secrète - Chapitre 39 - Le fidèle destrier au galop - Chapitre 40 - Le retour de la Nuit Noire - Chapitre 41 - La forme ultime ! - Chapitre 42 - Triple offensive ! - Chapitre 43 - Adieu Galar !                                                                                  |                  |                   |

## Place dans la franchise
Il s'agit de la série de manga la plus proche de l'histoire des jeux vidéo originaux d'après Satoshi Tajiri, le créateur de Pokémon, il a ainsi déclaré que cette série de manga « ressemblait le plus à ce qu'il avait essayé de transmettre ».
Cette version de l'histoire des Pokémon diffère de l'anime en plusieurs points : d’abord, le contexte y est plus réaliste, les Pokémon et dresseur peuvent mourir au combat, le crime existe bel et bien : vol, attentat, etc. De plus, la Team Rocket y joue un rôle plus important, et est constituée de quatre leaders, tous champions : Koga, Major Bob, Morgane et Giovanni (Auguste en faisait à l’origine partie, mais s'en serait finalement séparé).
Contrairement à la série animée qui est une « adaptation libre » de l’histoire du jeu, ce manga serait plutôt à voir comme la version complète du jeu, on y retrouve ainsi de nombreux éléments des versions successives des jeux au fil des chapitres : les trois Pokémon de départ (Bulbizarre pour Rouge, Salamèche pour Bleu et Carapuce pour Verte, ainsi que le Pikachu pour Jaune), l'existence du fan club Pokémon à Carmin-sur-Mer et du Conseil 4, l'importance des différentes teams, etc.

## Ventes
Le tirage total de la série s'élève à 28 millions d'exemplaires en 2017. Le chiffre de 150 millions avait été annoncé par l'éditeur Shogakukan Asia (en) en 2016, mais le dessinateur du manga Satoshi Yamamoto a déclaré en décembre 2017 sur son compte Twitter qu'il s'agissait d'une erreur.